# Вейдър
 За филмовия герой вижте Дарт Вейдър.  
Вейдър (на английски: Vader) е град в окръг Луис, щата Вашингтон, САЩ. Вейдър е с население от 590 жители (2000) и обща площ от 2,3 km². Намира се на 49 m надморска височина. ЗИП кодът му е 98593, а телефонният му код е 360.